# Sean McCann (Offizier)

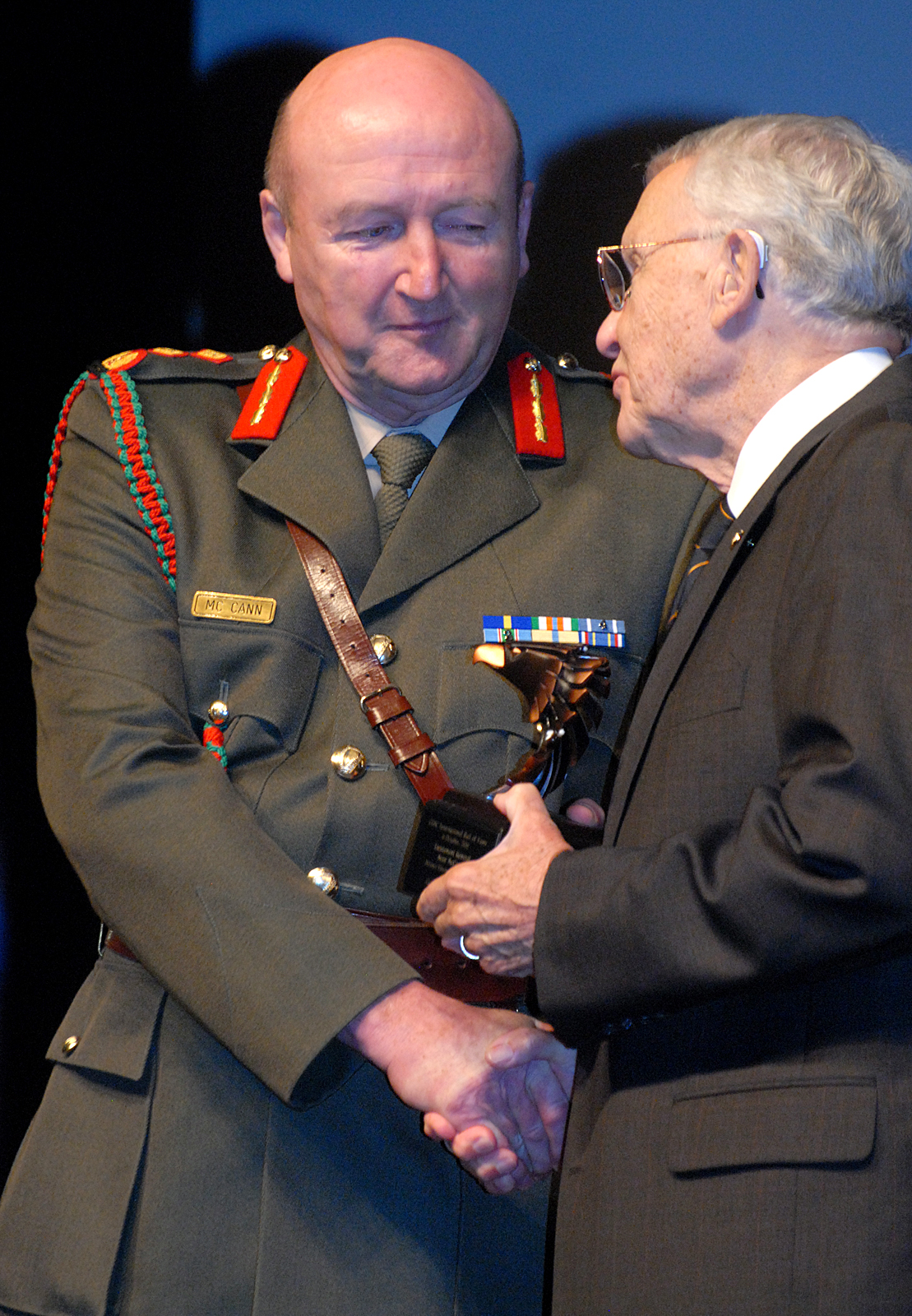
Sean McCann

Sean McCann (* 1950 in Cork, Irland) ist ein Generalleutnant der Irischen Streitkräfte und war von 2010 bis 2013 Chief of Staff of the Defence Forces, also Generalstabschef der Streitkräfte.

## Leben
Sean McCann wurde 1950 in Cork (Irland) geboren. Er wuchs jedoch in Tipperary auf. McCann besuchte die Thurles Secondary School und das Cistercian College Roscrea. Zurzeit lebt McCann mit seiner Frau und seinen beiden Söhnen in Newbridge.

## Militärische Laufbahn
Generalleutnant Sean McCann begann seine Ausbildung im Jahre 1970 als Kadett. Einige Zeit später war er  Director of Operations und Director of Cavalry. Zudem war er Ausbilder an der United Nations Training School. Seit 2009 war er Deputy Chief of Staff, also stellvertretender Oberbefehlshaber. Am 9. Juni 2010 wurde er für das Amt des Oberbefehlshabers nominiert und am 13. Juni 2010 offiziell ernannt, nachdem der Verteidigungsminister von Irland Tony Killeen seine Nominierung akzeptiert hatte.
McCann war häufig in Übersee im Einsatz. Im Jahre 1981 und 1987 absolvierte er Einsätze im Libanon. Später war er an der Grenze des Iraks (1991) tätig. Im Jahre 2000 nahm er an der Beobachtungsmission der Europäischen Union in Jugoslawien teil. Von 2002 bis 2003 war er Chief Operations Officer in Jerusalem.